# بنية باركلي التحتية المفتوحة للحوسبة الشبكية
بنية باركلي التحتية المفتوحة للحوسبة شبكية (بالإنجليزية: Berkeley Open Infrastructure for Network Computing : BOINC)‏ هي منصة للحوسبة الموزعة وضعتها جامعة بيركلي، كاليفورنيا صاحبة المشروع البحثي SETI@home عن عوالم ذكية أخرى.
يسمح البرنامج بإدارة مشروع حوسبة موزعة واحد أو أكثر. بقدرة حسابية إجمالية متوسطة تساوي 2 PFLOPS في يوليو 2009. يشغل مشروع SETI@home 43 ٪ من الحسابات و 28 ٪ من القدرة الحاسوبية الحالية للبايونك. فإن المشروع حصل على 630 TFLOPS كمتوسط في يوليو 2009. يليه مشروع World Community Grid بـ 306 TFLOPS. ثم Einstein@Home بـ 192 TFLOPS. في يوليو 2009، بلغ عدد المشروعات قيد التنفيذ 56 مشروعا في حين اكتمل 14.

## وصلات خارجية
- بنية باركلي التحتية المفتوحة للحوسبة شبكية على موقع Open Hub (الإنجليزية)
- بنية باركلي التحتية المفتوحة للحوسبة شبكية على موقع Free Software Directory (الإنجليزية)
- بنية باركلي التحتية المفتوحة للحوسبة شبكية على موقع Framasoft (الفرنسية)
- الموقع الرسمي